# Verwirrnis
Verwirrnis ist ein Roman des deutschen Autors Christoph Hein. Der Roman erschien im August 2018 im Suhrkamp Verlag.

## Handlung
Der Roman beschreibt die Lebensgeschichte der fiktiven Person Friedeward Ringeling, geboren 1933 im thüringischen Eichsfeld. Seine Kindheit ist insbesondere von seinem sehr strengen Vater geprägt, der aus moralischen Gründen auch die Prügelstrafe als Form der Erziehung gebraucht. Auf Grund dieser häuslichen Atmosphäre verlassen Friedewards Geschwister so schnell wie möglich ihr Elternhaus. Sein älterer Bruder, der besonders häufig das Opfer der väterlichen Prügelstrafe geworden ist, gibt an, nach Amerika auszuwandern; wie sich später herausstellt, verdingte er sich jedoch bei der Wismut als Bergmann – eine der gefährlichsten und schwersten Tätigkeiten zu dieser Zeit. So kommt er auch bei einem Grubenunglück ums Leben; erst durch die Todesnachricht hört die Familie wieder von ihm. Seine Schwester heiratet so bald wie möglich und gründet eine eigene Familie. Auch Friedeward wird direkt nach dem Abitur sein Elternhaus verlassen, um zu studieren.
Während seiner Schulzeit hat er sich mit dem Sohn des Kantors Wolfgang Zernick angefreundet, mit dem er sein Interesse für die schönen Künste teilt. Ein gemeinsamer Urlaub an der Ostsee ist dann das Coming-out ihrer Homosexualität, wobei Wolfgang damit immer offener und selbstbewusster umgehen kann als Friedeward. Als Friedewards Vater davon erfährt, bestraft er seinen Sohn mit körperlichen Schmerzen und verbietet ihm jeglichen Kontakt mit Wolfgang. Als Student wählt Friedeward erst ein Studium der Philosophie in Jena, wechselt nach kurzer Zeit jedoch nach Leipzig, um dort ein Studium der Germanistik zu beginnen. In Leipzig hat auch Wolfgang – der Kontakt zwischen Wolfgang und Friedeward ist trotz des väterlichen Verbots nie abgerissen – eine Ausbildung zum Kirchenmusiker begonnen. Wolfgang wird jedoch seine Ausbildung wenig später in West-Berlin fortsetzen, was die Beziehung der beiden kompliziert. Wolfgang gibt auch vor, auf Grund seiner Ausbildung wenig Zeit für Treffen am Wochenende zu haben und orientiert sich insgesamt in seiner zukünftigen Ausrichtung nach Westdeutschland und nimmt nach seiner Ausbildung dann auch eine Arbeitsstelle in Hamburg an. Der Mauerbau 1961 besiegelte dann das Ende der Beziehung.
Erst nach der Wiedervereinigung sollte es wieder zu einem Treffen in Köln kommen, wohin Wolfgang inzwischen gezogen war. Obwohl für Friedeward der Kontakt mit Wolfgang die einzig wirkliche Liebesbeziehung in seinem Leben geblieben war, bleibt es in Köln bei einem Gedankenaustausch der beiden über das in den vergangenen Jahren Erlebte. Der Wechsel von Studienort und Studienfach war für Friedeward positiv verlaufen. Bei seinem Studium in Leipzig lernte er auch mit Ernst Bloch und Hans Mayer bedeutende Dozenten der damaligen Zeit an der Universität Leipzig kennen. Diese werden im Roman mit ihren studentischen Spitznamen „Hegel auf Erden“ sowie „Goethe höchstselbst“ beschrieben. Insbesondere bei Mayer wird Friedeward zu einer Art Lieblingsschüler. Nach seinem Studium wird er selbst ein anerkannter Germanist an der Leipziger Universität. In seiner Studienzeit hatte er noch, um den gesellschaftlichen Konventionen sowie den Erwartungen seines Vaters zu entsprechen, die ebenfalls homosexuelle und mit ihm befreundete Studentin Jacqueline geheiratet. Nach ihrem Studium nahm Jacqueline eine Stelle bei einem Dresdner Theater an. In seiner Position als Dozent an der Universität Leipzig war es Friedeward auch möglich, an Kongressen im sogenannten kapitalistischen Ausland teilzunehmen. Als sich hier bei einer Tagung die Möglichkeit ergibt, seinen Förderer und auf Grund seiner Republikflucht in der DDR inzwischen als Staatsfeind betrachteten Germanistenkollegen Hans Mayer wieder zu treffen, wird ihm die Reisegenehmigung durch die Staatssicherheit nur erteilt, wenn er einen Bericht von dieser Veranstaltung erstellt. Auch mit einer Veröffentlichung seiner Homosexualität wird ihm indirekt gedroht, so dass er schließlich einwilligt und nach seiner Rückkehr jedoch keinen Bericht, sondern nur das Kongressprogramm abliefert.
Nach der Wiedervereinigung und der damit verbundenen Überprüfung aller Universitätsmitarbeiter, wird er zur Klärung dieses Sachverhaltes vorgeladen. Friedeward möchte nicht seine Homosexualität als Grund für die „Zusammenarbeit“ mit der Staatssicherheit thematisieren und nimmt sich vor dem Termin das Leben. Vor diesem Schritt versuchte er noch einmal Wolfgang zu kontaktieren, erhielt jedoch keine Rückmeldung.

## Hintergrund
Christoph Hein, der auf Grund seines nüchternen Schreibstils auch als Chronist der Gesellschaft bezeichnet wird, hatte sich in seinem literarischen Werk zuvor schon öfter mit gesellschaftlichen Außenseitern beschäftigt. Zu dem Roman wurde er auch von Berichten Homosexueller aus seinem Freundeskreis angeregt, welche ihm über ihre Schwierigkeiten berichteten.

## Hauptpersonen
Folgende Personen spielen im Roman eine entscheidende Rolle:

### Friedeward Ringeling
Germanist, Hochschullehrer, dessen Lebensgeschichte in der DDR unter besonderer Berücksichtigung seiner Homosexualität erzählt wird.

### Pius Ringeling
Vater von Friedeward, von Beruf Lehrer mit sehr konservativen Standpunkten, was auch die systematische Prügelstrafe gegenüber seinen Kindern beinhaltet.

### Wolfgang Zernick
Mitschüler, Liebhaber von Friedeward und späterer Musikstudent. Wolfgang wird Kirchenmusiker und siedelt noch während seines Studiums in die BRD über.

### Jacqueline Duehren
Friedeward lernt sie beim Studium in Leipzig kennen. Jacqueline studiert Theaterwissenschaft, ist ebenfalls homosexuell und mit der Hochschullehrerin Herlinde in einer festen Beziehung. Am 1. April 1960 heiraten beide, vor allem damit Friedeward seine Homosexualität vor der Gesellschaft verbergen kann.

## Hörbuch
- Verwirrnis. Ungekürzte Lesung mit Sylvester Groth, Regie: Matthias Thalheim, 413 Min, 6 CDs, MDR Kultur 2018 / Der Audio Verlag, Berlin 2018, ISBN 978-3-7424-0731-3.

## Rezeption

### Kommerzieller Erfolg
Der Roman konnte sich direkt nach seinem Erscheinen auf der Spiegel-Bestsellerliste platzieren, erreichte Platz 11 und war insgesamt 8 Wochen auf dieser 50 Positionen umfassenden Rangliste geführt. Damit konnte das Buch nicht die Dauer der beiden vorherigen Veröffentlichungen des Autors, in welchem es sich ebenfalls um Biografien des DDR-Lebens handelte, auf der Bestsellerliste erreichen, entsprach aber insgesamt den durchschnittlichen Platzierungen von Heins Publikationen.

### Zeitgenössische Kritik
In den veröffentlichten Rezensionen zum Roman war man sich nicht einig, ob der bekannt nüchtern-chronologische Stil des Autors der Thematik gerecht wird. So ist Fridtjof Küchemann von der Frankfurter Allgemeinen Zeitung erstaunt über seine Bestürzung, vor allem bei der Darstellung von den körperlichen Züchtigungen des Vaters. Auch für Paul Jandl in der Neuen Zürcher Zeitung ist es eine großartig leise Erzählung, welche die Leiden der patriarchalischen Erziehungsmethoden aufzeigt.
Jörg Magenau im Deutschlandfunk sieht im Helden des Romans, in einer Liebes- und Lebensgeschichte über Autonomie, eine unvergessliche Figur der deutschen Literatur, welche unaufdringlich, präsent und trotzdem mit Anteilnahme dargestellt wird. Im Spiegel liest Christian Buß einen Roman, welcher den Einfluss von Ideologien auf das Leben beschreibt und Judith von Sternburg vermisst in der Frankfurter Rundschau eine psychologische Analyse der Auseinandersetzung der Romanfiguren mit ihrer Sexualität, da die Homosexualität selbst nur als Problem durch die Außenwelt wiedergegeben wird.
Jens Jessen in der Zeit empfindet den nüchternen Schreibstil des Autors als zu keusch und phlegmatisch, um eine Einfühlung in die Personen zu ermöglichen. Stefan Hölscher ist auf queer.de überrascht, dass der Roman trotz seiner Thematik keine Resonanz bei den LGBT-Medien hervorgerufen hat. Er findet das Buch als intelligente Verbindung zwischen persönlicher Liebes- und deutsch-deutscher Gesellschaftsgeschichte spannend, vermisst aber auch etwas die Lebendigkeit bei der Beschreibung der Gefühlswelt, durch das Fehlen ungewöhnlicher Perspektiven und Sprachkombinationen oder starker Metaphern.